# 哈里森·莫鲁斯
哈里森·詹姆斯·莫鲁斯（英語：Harrison James Maurus，2000年2月26日—），美国男子举重运动员，2017年世界举重锦标赛男子77公斤级铜牌得主、2018年世界青年举重锦标赛男子85公斤级铜牌得主、2019年泛美运动会男子81公斤级铜牌得主。